# Megalomya townesi
Megalomya townesi är en stekelart som beskrevs av He 1991. Megalomya townesi ingår i släktet Megalomya och familjen brokparasitsteklar. Inga underarter finns listade i Catalogue of Life.